# Frankenalb-Panoramaweg

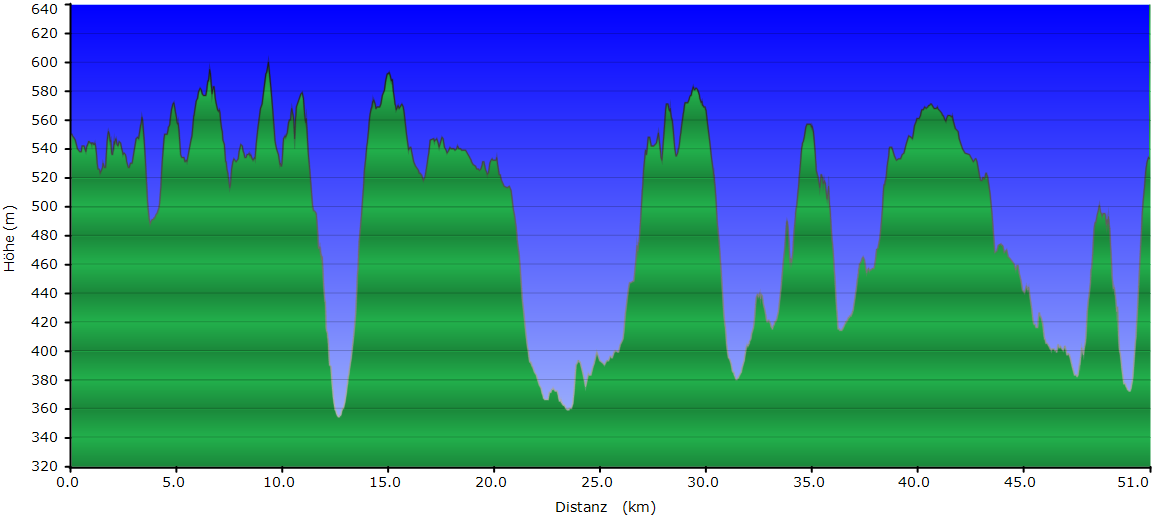
Das Höhenprofil

Der Frankenalb-Panoramaweg (FAV 218) (ehemals Ulrich-von-Königstein-Weg) ist ein 51,3 Kilometer langer Wanderweg durch die Fränkische Alb.

## Wegverlauf
Lichtenegg – Waizenfeld – Mittelburg – Wasserhaus am Hochberg – Johannesburg –  Arzlohe – Hohler Fels – Happurg – Hochspeicher – Jungfernsprung – Deckersberg – Prosberg – Engelthal – Peuerling – Buchenberg – Steinerne Rinne am Buchenberg – Schrotsdorf – Egensbach – Kapellenruine St. Ottmar und St. Ottilien – Kucha – Oberndorf – Hinterhaslach – Mosenhof – Kainsbach – Reicheneck – Förrenbach – Arzlohe – Lichtenegg.
Der genaue Verlauf des Weges ist zu finden in OpenStreetMap.

## Wegbeschreibung
Kennzeichnend für den Weg ist der besonders hohe Anteil an naturbelassenen Pfaden und Sehenswürdigkeiten. Stille Hochflächen mit weiten Aussichten wechseln sich ab mit dunklen Quellgebieten und trutzigen Burgen. Neben markanten Auf- und Abstiegen besitzt der Weg bequeme Passagen. Große Teile des Weges verlaufen deckungsgleich mit dem Frankenweg und Main-Donau-Weg (Jura-Linie). Betreut wird der Weg vom Fränkischen Albverein. Der Wanderweg war ursprünglich benannt nach dem Ritter und Reichsministerialen Ulrich von Königstein der in dieser Gegend wirkte. Er war ein treuer Diener des Kaisers (Hohenstaufen) und stiftete 1240 nach dem Tode seines Sohnes das Kloster Engelthal. 2014 wurde er als Frankenalb-Panoramaweg umbenannt.

## Wegmarkierung
Der Weg ist markiert mit einem senkrechten roten Balken auf gelben Grund (siehe Infobox).

## Auszeichnung
Der Deutsche Wanderverband hat den Wanderweg 2010 geprüft und ihm das Prädikat Qualitätsweg Wanderbares Deutschland verliehen.

## Galerie

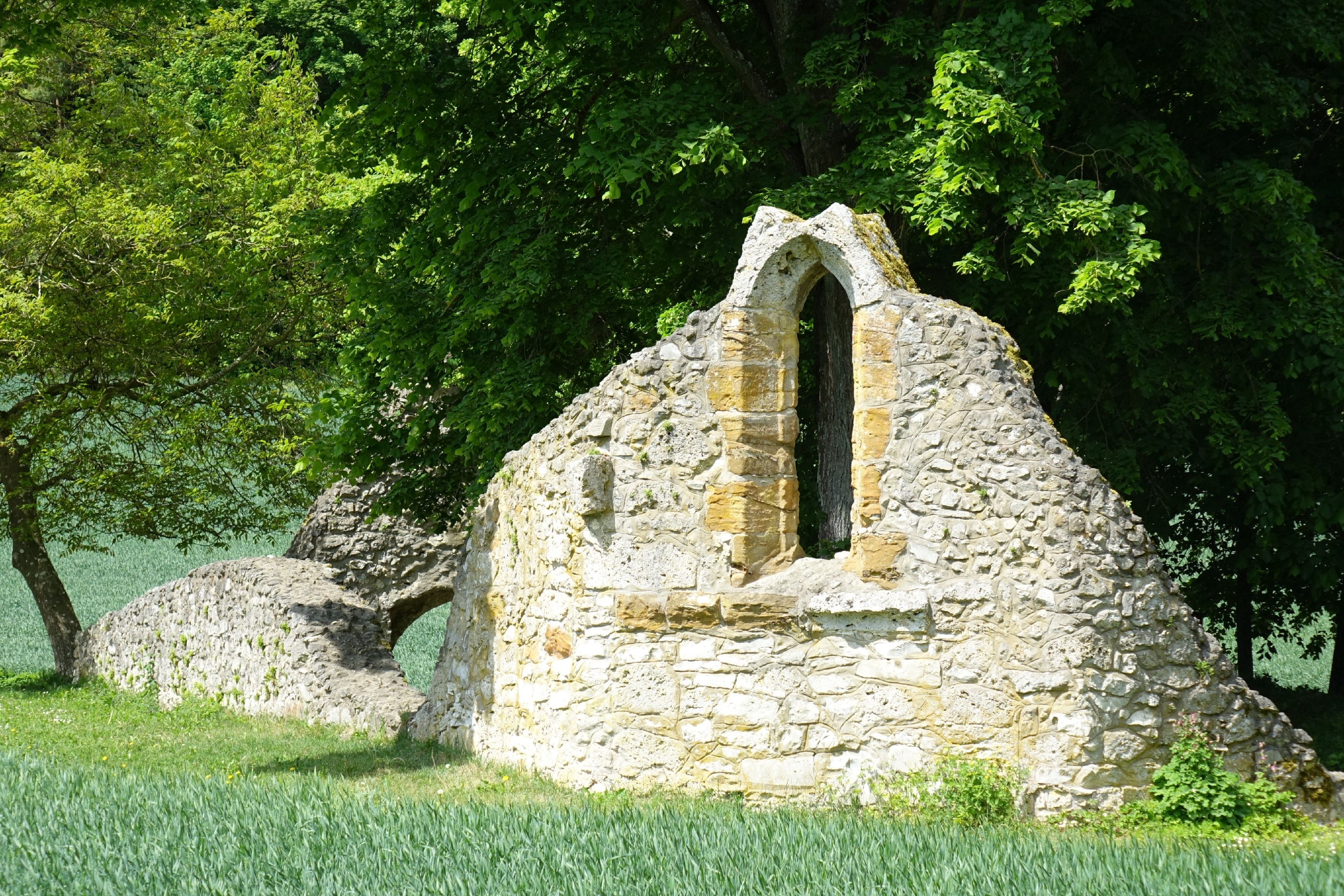
Ruine der Kapelle bei Arzlohe
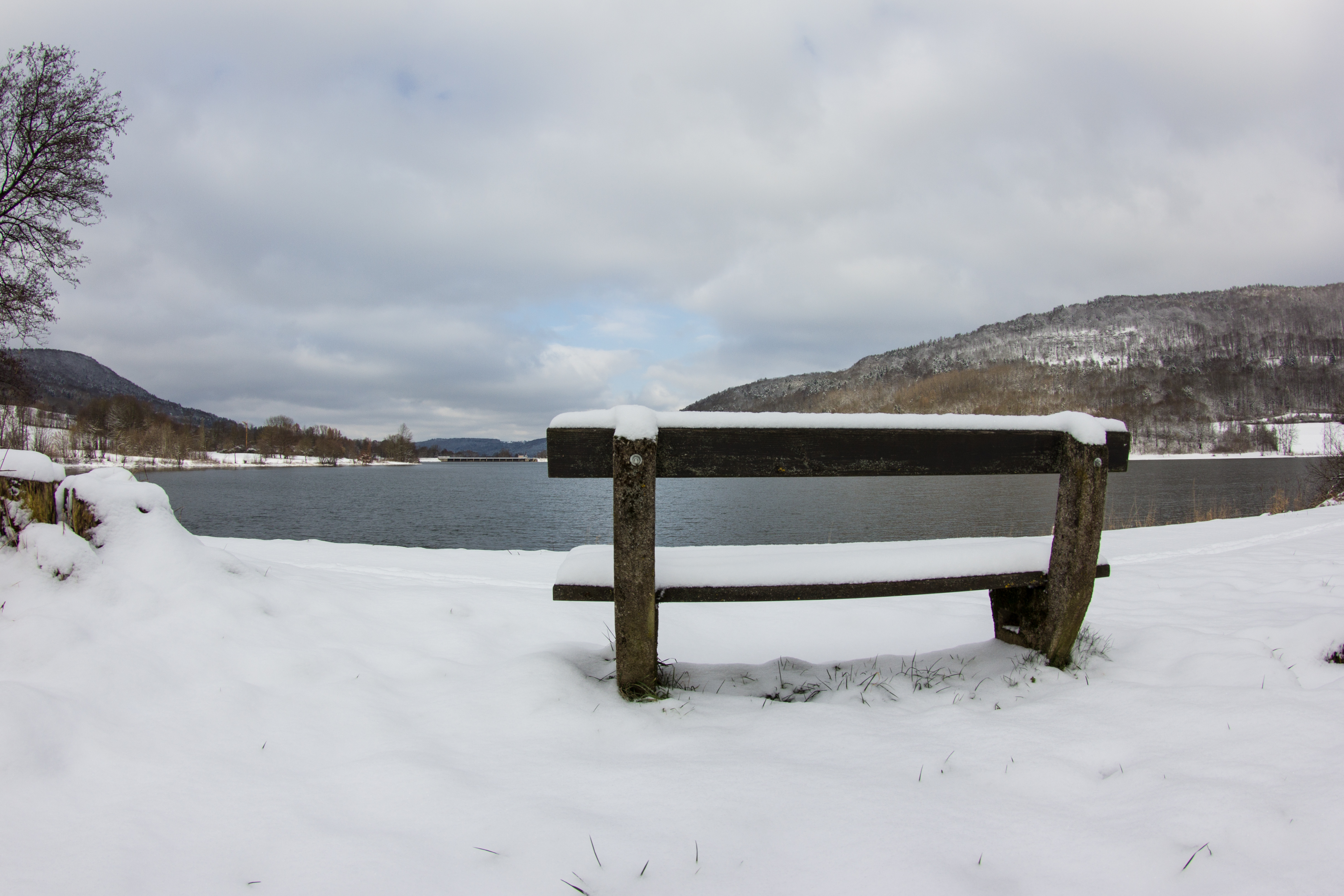
Happurger Stausee im Winter
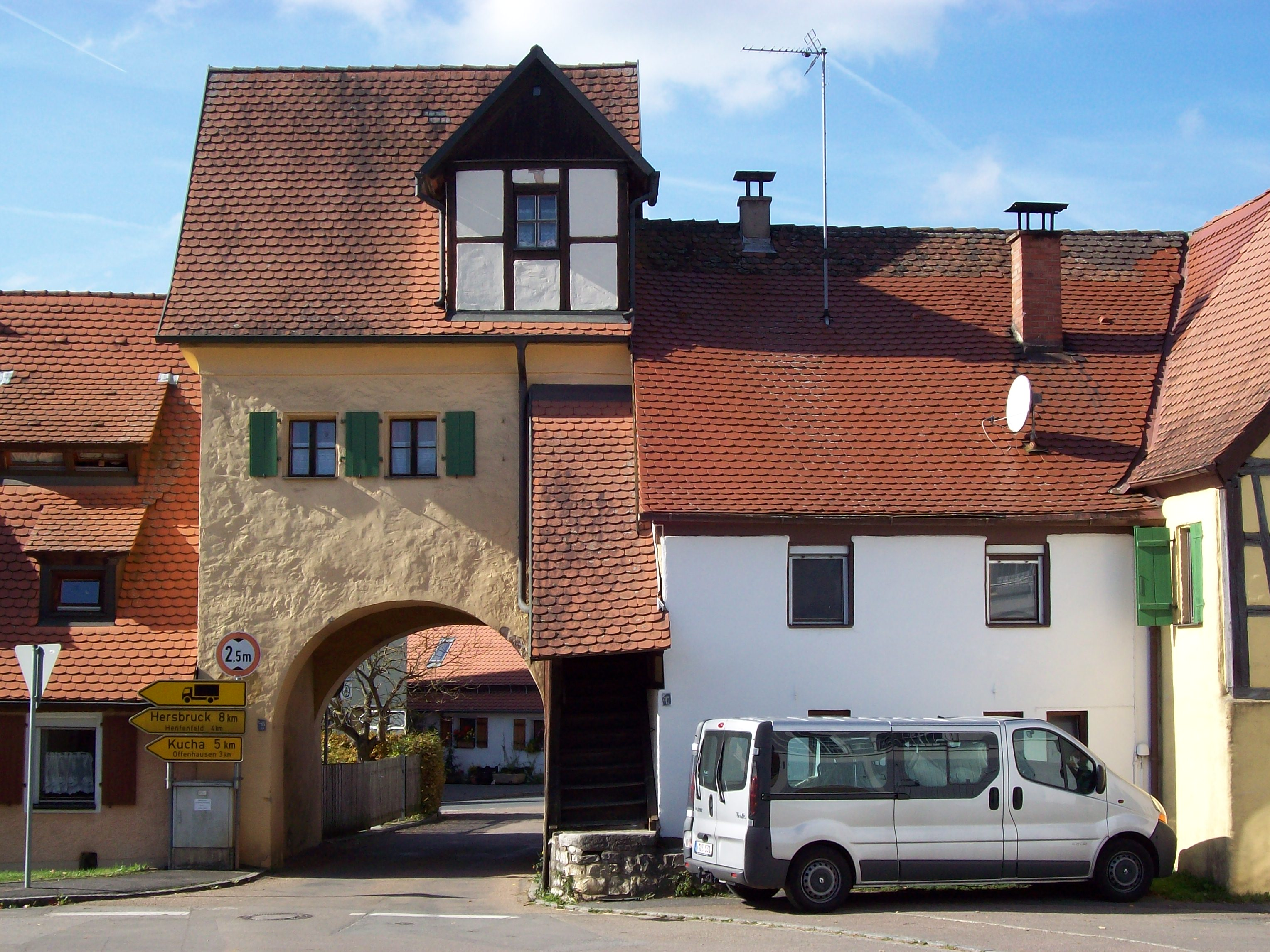
Engelthal
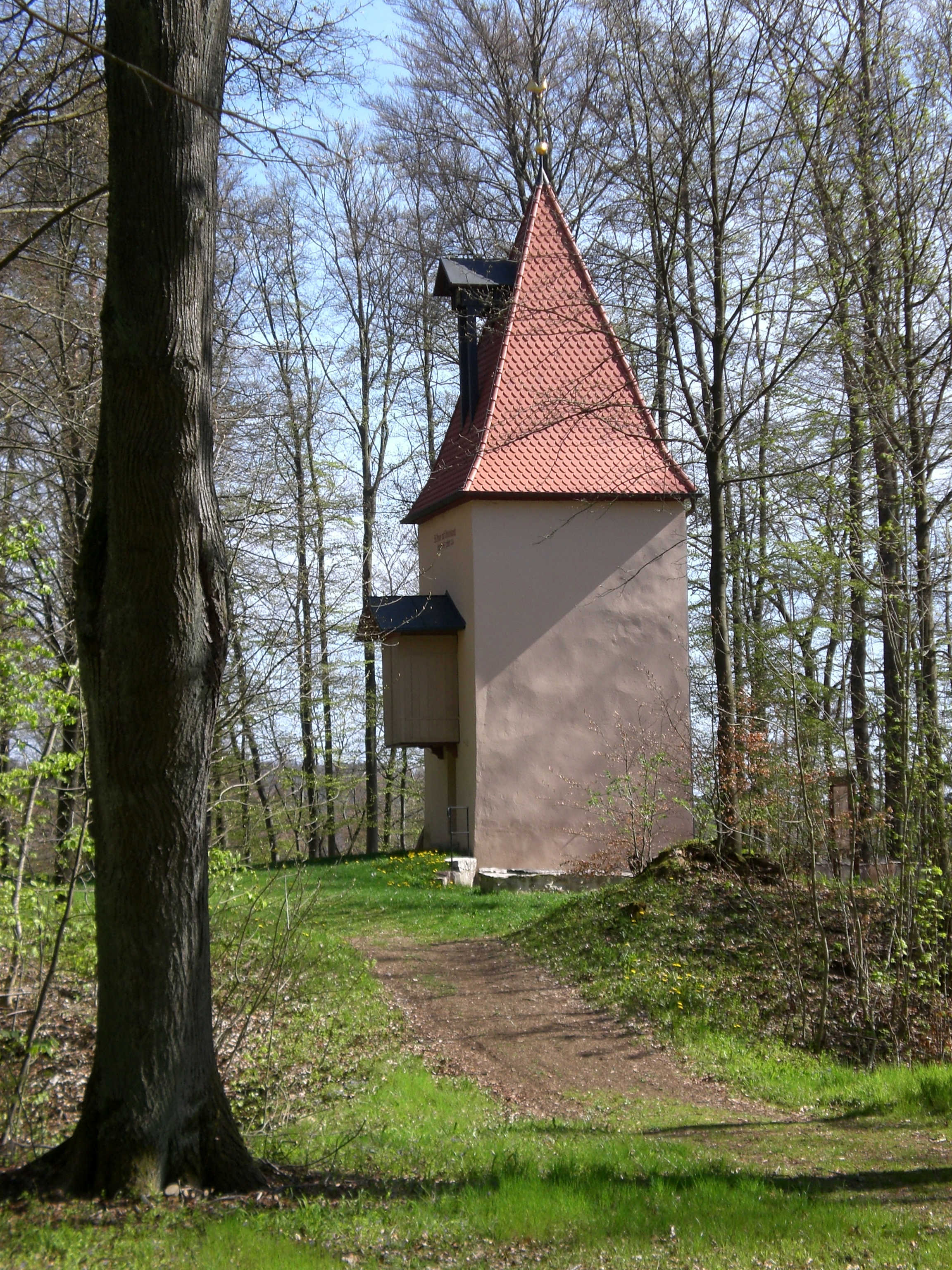
Kapellenruine St. Ottmar und St. Ottilien
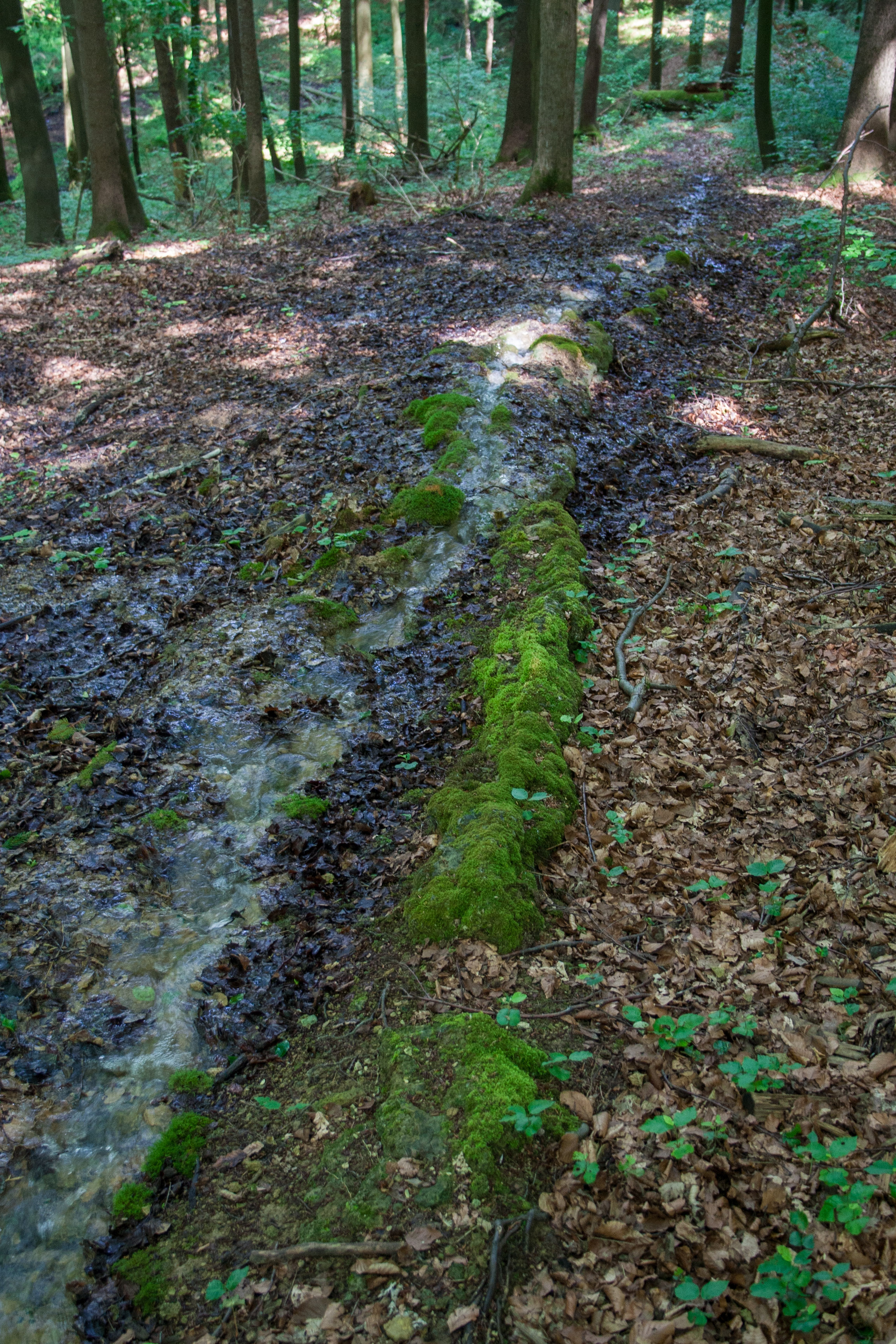
Steinerne Rinne am Buchenberg